# Sigmoinella
Sigmoinella es un género de foraminífero bentónico de la subfamilia Sigmoilinitinae, de la familia Hauerinidae, de la superfamilia Milioloidea, del suborden Miliolina y del orden Miliolida. Su especie tipo es Sigmoinella borealis. Su rango cronoestratigráfico abarca el Holoceno.

## Clasificación
Sigmoinella incluye a las siguientes especies:
- Sigmoinella borealis
- Sigmoinella distorta
- Sigmoinella obesa